# Ostrov (film)
Ostrov (rusă: Остров) este un film regizat în anul 2006 de regizorul rus Pavel Lunghin, având ca protagoniști principali pe actorii Petr Mamonov, Viktor Suhoruhov și Dmitri Diujev.
Regizorul Pavel Lunghin a fost desemnat cel mai bun regizor la festivalul de film de la Cannes din anul 1992, cu filmul „Taxi Blues”. 

## Prezentare
Filmul „Ostrov”, tradus în limba română și ca „Insula”, este o adevărată peliculă iconografică de zugrăvire a exercițiilor de mântuire a unor monahi obișnuiți, viețuind într-o mănăstire din nordul înghețat al Rusiei. O continuare a tradiției tarkovskiene de pictură religioasă pe peliculă cinematografică. Parafrazându-l pe Kafka, putem spune că acest film este o artă a rugăciunii.
Patriarhul Alexei al II-lea al Moscovei a afirmat despre acest film următoarele:
|  | Nu sunt de acord cu afirmația precum că actorii nu pot înțelege fenomenul monahismului. Doar în monahism ajung diverse categorii de oameni, inclusiv actori. Monahismul, ca o căință adîncă, e la îndemînă oricărui om credincios. "Nu e om care să fie viu, și să nu greșească", spune Evanghelia. Dar Domnul spune: "Căutați și veți găsi, bateți și vi se va deschide". Calea pocăinței ca stare deosebită a sufletului este scopul și sensul năzuinței creștinului, și în acest sens nu e o deosebire prea mare între un mirean și un călugăr. Tocmai de accea e foarte prețios acest film, pentru că realizatorii lui au reușit să arate căința sinceră și profundă a omului. Îmi vine greu să judec ce anume a jucat un rol determinant în faptul, că filmul a ieșit așa convingător și veridic. Dar mă gîndesc că sinceritatea și curățenia intențiilor au fost condiții necesare, care au determinat acest rezultat. Aici problemele vieții duhovnicești și a mîntuirii sunt împinse în prim plan, iar spectatorii care pentru prima oară s-au ciocnit de existența acestora, au căzut serios pe gînduri. Spectatorul, ajutat de creatori, crede în autenticitatea caracterelor, iar apoi, se încred în credincioșia acestor caractere. Învățătorul Bisericii, Tertulian, spunea: "Sufletul omului e prin natura sa creștină". Cred că filmul Ostrov -- e încă o confirmare a acestui adevăr. De aceea, nu e deloc întîmplător că filmul a avut o așa rezonanță, i-a determinat pînă și pe necredincioși să mediteze la Dumnezeu, religie, păcat și căință. Este o mare izbîndă a autorilor filmului. Pe lîngă asta, a arătat și cineaștilor înșiși faptul că se pot face filme pe teme bisericești, dacă te apropii de acestea cu maximum de seriozitate, înfățișînd nu doar aspectele exterioare ale vieții duhovnicești, ci și conținutul ei interior, adînc. Mi-aș dori ca filmul Ostrov să confere cinematografului autohton o nouă viziune asupra perspectivei religioase despre lume, și ca astfel de filme să fie tot mai multe”. |

În România, filmul a fost foarte bine recepționat. Părintele Rafail Noica îl prezintă ca pe un film demn de toate elogiile.

## Distribuția
- Piotr Mamonov — părintele Anatolii
- Viktor Suhorukov — părintele Filaret
- Dmitri Dyujev — părintele Iov
- Yuriy Kuznețov — Tihon
- Viktoriya Isakova — Nastea
- Nina Usatova — văduva
- Jana Esipovici — femeia tînără
- Olga Demidova — femeia cu copil
- Timofei Tribunțev — tînărul Anatolii
- Aleksei Zelensky — tînărul Tihon
- Grișa Stepunov — copilul
- Serghei Burunov — adjuvantul

## Echipa de filmare
- Scenarist: Dmitry Sobolev
- Regizoror: Pavel Lunghin
- Producători:
  - Pavel Lunghin — producător principal
  - Serghei Șumakov — producător principal
  - Olga Vasilieva — producător
- Director de scenă: Andrei Jegalov
- Directori artistici:
  - Igor Koțarev
  - Alexander Tolkacev
- Compozitori: Vladimir Martynov
- Sunet:
  - Stefan Albine
  - Vladimir Litrovnik
- Montaj: Albina Antipenko
- Costume: Ekaterina Dyminskaya

## Premii
- 2006 — cel mai bun film la Festivalul "Moscova Premiere".
- 2007 — Șase premii naționale la cea de-a cincea ediție a Premiilor Golden Eagle - "Cel mai bun film", "Cel mai bun actor în rol secundar" (Viktor Suhorukov), "Cel mai bun rol masculin" (Petr Mamonov), "Cel mai bun regizor" (Pavel Lunghin), "Cel mai bun scenariu" (Dmitri Sobolev), "Cea mai bună activitate de operator" (Andrei Jegalov).
- 2007 - Premiile Nika pentru: Cel mai bun film, Cel mai bun regizor, Cel mai bun actor, Cel mai bun actor în rol secundar, etc.

## Statistici
- Limită de vârstă: nu
- Premieră: 23 noiembrie 2006
- Buget: $1,900,000
- Brut: $2,000,000
- Unic lansare de film din Rusia, care a înregistrat o creștere în box-office, în a doua săptămână.
- Premieră TV: 7 ianuarie 2007

## Legături externe
- Pagina oficială Arhivat în 10 februarie 2007, la Wayback Machine. ru
- Ostrov la Internet Movie Database
- Ostrov - rezumatul și două avize: pozitivă Arhivat în 7 martie 2008, la Wayback Machine. and negativă Arhivat în 12 martie 2007, la Wayback Machine. ru
- Trailer și capturi de ecran
- Ostrov pe Rotten Tomatoes http://www.rottentomatoes.com/m/10007458-island/
- Ostrov, 31 iulie 2012, Teodor Dănălache, CrestinOrtodox.ro
- Filmografia crestina Arhivat în 26 februarie 2014, la Wayback Machine., 19 iunie 2009, Marius Vasileanu, România liberă